# Kelvin Boateng
Kelvin Owusu Boateng (Accra, 24 marzo 2000) è un calciatore ghanese, attaccante dell'Austria Vienna.

## Carriera
Cresciuto nella Right to Dream Academy, nel 2018 si è trasferito in Europa, acquistato dai portoghesi del Desp. Aves. Ha esordito in prima squadra il 29 maggio 2020, in occasione dell'incontro di Primeira Liga perso 0-1 contro il Moreirense. Dopo appena due presenze in campionato, il 14 luglio successivo è stato ceduto in prestito al Porto, che lo ha aggregato alla propria squadra riserve. Con la seconda squadra dei Dragões ha totalizzato 22 presenze e 4 reti in Segunda Liga. Nel luglio del 2021 è stato acquistato a titolo definitivo dagli slovacchi dello Spartak Trnava.
Dal 2023 al 2025 ha giocato nella seconda divisione austriaca con il First Vienna; successivamente ha giocato nella prima divisione austriaca con la maglia dell'Austria Vienna.

## Statistiche

### Presenze e reti nei club
Statistiche aggiornate all'11 agosto 2022.
| Stagione        | Squadra         | Campionato      | Campionato | Campionato | Coppe nazionali | Coppe nazionali | Coppe nazionali | Coppe continentali | Coppe continentali | Coppe continentali | Altre coppe | Altre coppe | Altre coppe | Totale | Totale |
| Stagione        | Squadra         | Comp            | Pres       | Reti       | Comp            | Pres            | Reti            | Comp               | Pres               | Reti               | Comp        | Pres        | Reti        | Pres   | Reti   |
| --------------- | --------------- | --------------- | ---------- | ---------- | --------------- | --------------- | --------------- | ------------------ | ------------------ | ------------------ | ----------- | ----------- | ----------- | ------ | ------ |
| 2019-2020       | Desp. Aves      | PL              | 2          | 0          | CP+CdL          | -               | -               |                    | -                  | -                  |             | -           | -           | 2      | 0      |
| 2020-2021       | Porto B         | LdH             | 22         | 4          |                 | -               | -               |                    | -                  | -                  |             | -           | -           | 22     | 4      |
| 2021-2022       | Spartak Trnava  | SL              | 18         | 4          | CS              | 3               | 1               | UECL               | 4                  | 1                  |             | -           | -           | 25     | 6      |
| 2022-2023       | Spartak Trnava  | SL              | 4          | 1          | CS              | 0               | 0               | UECL               | 3                  | 0                  |             | -           | -           | 7      | 1      |
| Totale carriera | Totale carriera | Totale carriera | 46         | 9          |                 | 3               | 1               |                    | 7                  | 1                  |             | -           | -           | 56     | 11     |

## Palmarès

### Club

#### Competizioni nazionali
- Coppa di Slovacchia: 1

Spartak Trnava: 2021-2022